# Дэвис, Мэрион
Мэрион Дэвис (англ. Marion Davis) урождённая Мэрион Сесилия Доурас (англ. Marion Cecilia Douras, 3 января 1897 — 22 сентября 1961) — американская комедийная актриса немого кино.

## Биография
Мэрион Дэвис родилась в Нью-Йорке 3 января 1897 года. Свою карьеру начала в качестве певицы в хоре, а затем получила приглашение на участие в шоу «Безумства Зигфелда». Её кинокарьера началась в 1917 году, когда Мэрион было 20 лет. Спустя год она познакомилась с газетным магнатом Уильямом Рэндольфом Херстом, который благодаря своему влиянию помог дальнейшему развитию её карьеры. Мэрион снялась во многих знаменитых фильмах эпохи немого кино, а с приходом звуковых фильмов её карьера постепенно пошла на спад (актриса заметно заикалась и опасалась, что звуковое кино положит конец её карьере, хотя во время съёмок этот недостаток не проявлялся). Последний раз на большом экране она появилась в 1937 году.
Её любовная связь с Хёрстом продолжалась до его смерти в 1951 году. Спустя пару месяцев после его смерти Мэрион в возрасте 54 лет вышла замуж за Хораса Дж. Брауна. Вместе с ним она оставалась до своей смерти от рака 22 сентября 1961 года.
Мэрион Дэвис удостоена звезды на голливудской «Аллее славы» на Голливуд-бульвар 6326.

## Избранная фильмография
| Год  |   | Русское название            | Оригинальное название         | Роль                       |
| ---- | - | --------------------------- | ----------------------------- | -------------------------- |
| 1923 | ф | Пилигрим                    | The Pilgrim                   | прихожанка церкви          |
| 1923 | ф | Маленький старый Нью-Йорк   | Little Old New York           | Патрисия О’Дей             |
| 1925 | ф | Бен-Гур: история Христа     | Ben-Hur: A Tale of the Christ | зрительница гонки колесниц |
| 1927 | ф | Красная мельница            | The Red Mill                  | Тина                       |
| 1928 | ф | Патси                       | The Patsy                     | Патрисия Харрингтон        |
| 1928 | ф | Люди искусства              | Show People                   | Пегги Пеппер               |
| 1929 | ф | Голливудское ревю 1929 года | The Hollywood Revue of 1929   | в роли самой себя          |
| 1931 | ф | Отец-холостяк               | The Bachelor Father           | Тони Флэгг                 |
| 1933 | ф | По дороге в Голливуд        | Going Hollywood               | Сильвия Брюс               |
| 1936 | ф | Кейн и Мейбл                | Cain and Mabel                | Мэйбл О’Дэр                |